# Cử tạ tại Thế vận hội Mùa hè 2016 - 56 kg nam
Nội dung  56 kg nam môn cử tạ tại Thế vận hội Mùa hè 2016 ở Rio de Janeiro diễn ra vào ngày 7 tháng Tám tại Nhà thi đấu số 2 thuộc Riocentro.
Huy chương được trao bởi thành viên IOC Chang Ung, Bắc Triều Tiên và Salvatore Coffa, Phó chủ tịch Liên đoàn cử tạ quốc tế.

## Lịch thi đấu
Thời gian tính theo Giờ Brasil (UTC-03:00)
| Ngày               | Giờ   | Nội dung |
| ------------------ | ----- | -------- |
| 7 tháng 8 năm 2016 | 10:00 | Nhóm B   |
| 7 tháng 8 năm 2016 | 19:00 | Nhóm A   |

## Kỷ lục
Trước khi diễn ra nội dung này, đã tồn tại những kỷ lục Olympic và thế giới sau.
| Kỷ lục thế giới | Cử giật | Ngô Cảnh Bưu (CHN) | 139 kg   | Houston, Hoa Kỳ    | 21 tháng 11 năm 2015 |
| Kỷ lục thế giới | Cử đẩy  | Om Yun-chol (PRK)  | 171 kg   | Houston, Hoa Kỳ    | 21 tháng 11 năm 2015 |
| Kỷ lục thế giới | Tổng cử | Halil Mutlu (TUR)  | 305 kg   | Sydney, Úc         | 16 tháng 9 năm 2000  |
| Kỷ lục Olympic  | Cử giật | Halil Mutlu (TUR)  | 137.5 kg | Sydney, Úc         | 16 tháng 9 năm 2000  |
| Kỷ lục Olympic  | Cử đẩy  | Om Yun-chol (PRK)  | 168 kg   | Luân Đôn, Anh Quốc | 29 tháng 7 năm 2012  |
| Kỷ lục Olympic  | Tổng cử | Halil Mutlu (TUR)  | 305 kg   | Sydney, Úc         | 16 tháng 9 năm 2000  |

## Kết quả
| Hạng | Vận động viên                | Nhóm | Trọng lượng cơ thể | Cử giật (kg) | Cử giật (kg) | Cử giật (kg) | Cử giật (kg) | Cử đẩy (kg) | Cử đẩy (kg) | Cử đẩy (kg) | Cử đẩy (kg) | Tổng cử |
| Hạng | Vận động viên                | Nhóm | Trọng lượng cơ thể | 1            | 2            | 3            | Kết quả      | 1           | 2           | 3           | Kết quả     | Tổng cử |
| ---- | ---------------------------- | ---- | ------------------ | ------------ | ------------ | ------------ | ------------ | ----------- | ----------- | ----------- | ----------- | ------- |
| 1    | Long Thanh Tuyền (CHN)       | A    | 55.68              | 132          | 135          | 137          | 137          | 161         | 166         | 170         | 170 OR      | 307 WR  |
| 2    | Om Yun-chol (PRK)            | A    | 55.57              | 128          | 132          | 134          | 134          | 165         | 169         | 169         | 169         | 303     |
| 3    | Sinphet Kruaithong (THA)     | A    | 55.43              | 125          | 131          | 132          | 132          | 154         | 157         | 161         | 157         | 289     |
| 4    | Arli Chontey (KAZ)           | A    | 55.64              | 125          | 130          | 132          | 130          | 148         | 153         | 154         | 148         | 278     |
| 5    | Trần Lê Quốc Toàn (VIE)      | A    | 55.85              | 117          | 121          | 123          | 121          | 148         | 154         | 157         | 154         | 275     |
| 6    | Habib de las Salas (COL)     | A    | 55.84              | 113          | 116          | 119          | 119          | 143         | 147         | 150         | 147         | 266     |
| 7    | Mirco Scarantino (ITA)       | A    | 55.91              | 115          | 115          | 120          | 115          | 143         | 146         | 149         | 149         | 264     |
| 8    | Luis García (DOM)            | B    | 55.56              | 110          | 115          | 118          | 118          | 140         | 145         | 145         | 145         | 263     |
| 9    | Witoon Mingmoon (THA)        | A    | 55.67              | 113          | 113          | 116          | 113          | 148         | 151         | 151         | 148         | 261     |
| 10   | Edgar Pineda (GUA)           | B    | 56.00              | 103          | 108          | 111          | 108          | 140         | 140         | 143         | 143         | 251     |
| 11   | Takao Hiroaki (JPN)          | B    | 55.90              | 108          | 111          | 111          | 111          | 134         | 138         | 138         | 138         | 249     |
| 12   | Đường Khải Trung (TPE)       | B    | 55.89              | 110          | 110          | 110          | 110          | 131         | 135         | 138         | 138         | 248     |
| 13   | Manueli Tulo (FIJ)           | B    | 55.81              | 103          | 106          | 109          | 106          | 130         | 136         | 139         | 136         | 242     |
| 14   | Tom Goegebuer (BEL)          | B    | 55.74              | 107          | 111          | 113          | 111          | 126         | 130         | 133         | 130         | 241     |
| 15   | Elson Brechtefeld (NRU)      | B    | 55.62              | 95           | 98           | 101          | 98           | 120         | 125         | 125         | 125         | 223     |
| -    | Thạch Kim Tuấn (VIE)         | A    | 55.55              | 130          | 130          | 133          | 130          | 157         | 160         | 160         | -           | DNF     |
| -    | Nestor Colonia (PHI)         | A    | 55.11              | 120          | 125          | 125          | 120          | 154         | 154         | 154         | -           | DNF     |
| -    | Josué Brachi (ESP)           | B    | 55.67              | 120          | 120          | 120          | -            | —           | —           | —           | —           | DNF     |
| -    | Chagnaadorj Usukhbayar (MGL) | B    | 55.65              | 103          | 103          | 103          | -            | —           | —           | —           | —           | DNF     |

## Kỷ lục mới
| Cử đẩy  | 169 kg | Om Yun-chol (PRK)      | OR |
| Cử đẩy  | 170 kg | Long Thanh Tuyền (CHN) | OR |
| Tổng cử | 307 kg | Long Thanh Tuyền (CHN) | WR |